# Ричард Чембърлейн
Вижте пояснителната страница за други личности с името Чембърлейн.
Ричард Чембърлейн (на английски: Richard Chamberlain) (роден на 31 март 1934 г.) е американски актьор и певец, станал популярен още като малък. Участва в редица известни филми и сериали, сред които „Доктор Килдер“ (1961–1966), „Шогун“ (1980), „Самоличността на Борн“ (1988) и „Птиците умират сами“ (1983).

## Ранен живот
Джордж Ричард Чембърлейн е роден на 31 март 1934 г. в Бевърли Хилс. Той е второто дете в семейството. Когато е на 2-годишна възраст той, заедно с родителите и брат си Бил, заминава за Холивуд.
Завършва колежа „Помона“ в Калифорния, където изучава изобразително изкуство и актьорско майсторство. Две години Ричард прекарва в Корея, където участва във войната, и това е най-тежкият етап от живота му. Когато се връща в Лос Анджелис, той си намира агент, който да му търси роли.

## Кариера
Започва с второстепенни и епизодични участия във филмови и театрални продукции. По това време от Метро-Голдуин-Майер търсят изпълнител на главната роля в сериала „Доктор Килдер“, който впоследствие се превръща в един от най-хитовите сериали на компанията. За ролята на доктор Гилеспи вече е избран Реймънд Мейси, но за главната роля все още се търси обещаващ млад актьор. Ричард Чембърлейн се обажда в компанията, за да изпробва късмета си. Чембърлейн е идол на тийнейджърите в САЩ през 60-те. С актьорското си присъствие в хитов сериал, Ричард кара милиони момичета и жени да въздишат по него. Той получава 12 000 писма от почитатели всяка седмица, което е повече от писмата, получавани от Кларк Гейбъл за ролята му в „Отнесени от вихъра“.
След пет години и половина участие в „Доктор Килдер“, с няколко награди зад гърба си, Ричард напуска сериала и заминава за Англия, където участва в „Дамата от Шалот“. Там той партнира на Катрин Хепбърн, а след това изпълнява и ролята на Хамлет.
През 1980 г. изпълнява главната ролята в минисериала „Шогун“, която е отказана преди това от Шон Конъри. Сериалът се превръща в хит и отново издига Чембърлейн на върха на славата. Година по-късно получава ролята на отец Ралф де Брикасар в „Птиците умират сами“. Ричард е удостоен с няколко престижни награди за участието си в „Птиците умират сами“, включително със Златен глобус в категория „Най-добър поддържащ актьор в телевизионен минисериал или филм“.
През 1990 г. взима участие в театралните мюзикъли „Моята прекрасна лейди“ и „Звукът на музиката“, в които продължава да играе. Днес Ричард живее на хавайския остров Оаху, където има красива къща.
След 2000 г. Чембърлейн гастролира в редица сериали, сред които ситкома „Уил и Грейс“ и възобновения „Туин Пийкс“ през 2017 г.

## Личен живот
През 2003 г. Чембърлейн разкрива, че е гей в своята автобиография „Разтърсваща любов“. Той има дългогодишна връзка със сценариста и продуцент Мартин Рабет.

## Частична филмография
- „Петулия“ (1968)
- „Тримата мускетари“ (1973)
- „Ад под небето“ (1974)
- Граф Монте-Кристо (1975)
- „Шогун“ (1980)
- „Птиците умират сами“ (1983)
- „Мините на цар Соломон“ (1985)
- „Алан Куотърмейн и изгубеният град на златото“ (1986)
- „Самоличността на Борн“ (1988)
- „Хищна птица“ (1995)
- „Прекалено богата“ (1999)